# مصطفی فاروق محمد
مصطفی فاروکه محمد (زاده ۲۱ مارس ۱۹۴۲ – درگذشته ۴ آوریل ۲۰۱۷) سیاستمدار اتحادیه عوامی بنگلادش بود. وی طی سال‌های ۲۰۱۲ تا ۲۰۱۴ به عنوان وزیر فناوری اطلاعات و ارتباطات (ICT) خدمت کرد.
محمد در ۲۱ مارس ۱۹۴۲ در کریشناگار، جیکارگاچا اوپازیلا، منطقه جسور، بنگال شرقی، راج بریتانیا به دنیا آمد.